# Дуслинген
Дуслинген (на немски: Dußlingen) е град в Югозападна Германия, в регион Тюбинген и окръг Тюбинген в провинция Баден-Вюртемберг.
Селището е споменато за първи път в записи като 'villa Tuzzilinga' през 888 г. Към 1135 г. то се нарича Тузелинген, а през 1216 г. Туселинген. Самото име произлиза от личното име Тузило, а -ingen е стара алеманска наставка. В града са откривани предмети от каменната епоха, Древния Рим, епохите Халщат и Латене.
Като други селища през Средновековието доходите от църквата и фермите се разпределят на редица аристократи, като награда или като заплащане за услуги или вярност. Рицарите на Дуслинген са подчинени на графа на Тюбинген, а селището е в разцвета си между 1250 и 1400 г. Рицарите приемат фамилното име Хертер и си предават селището като собственост от поколение на поколение. Те също така изпълняват ролята и на пастори в селището. Поради финансови затруднения Якоб Хертер и неговия племенник Ханс продават селището на граф Лудвиг Вюртембергски през 1446 г. Синът на Якоб, Вилхелм обаче си връща собствеността обратно като феод, поради високата си позиция в двора на Вюртемберг. Вилхелм умира през 1477 г. в Базел и е възхваляван като „смелият рицар Вилхелм Хертер от Тюбинген, с голямо тяло, големи познания и мъдрост и красноречие, оплакван от всички, от лордовете и аристократите и народа“. Фамилията Хертер запазва феода си до смъртта на последния мъжки наследник през 1614 г.
В миналото в Дуслинген е имало замък, а част от неговия стената, която е ограждала северния край на замъка все още стои днес. Тя е включена в основите на голяма дървена къща, която е била къща на кмета и кметство. Част от рова на замъка все още се вижда днес.

## Галерия
- Сградата на кметството в Дуслинген
- Старото кметство в Дуслинген
- Гарата в Дуслинген
- Гарата в Дуслинген